# Adolf Wirtz

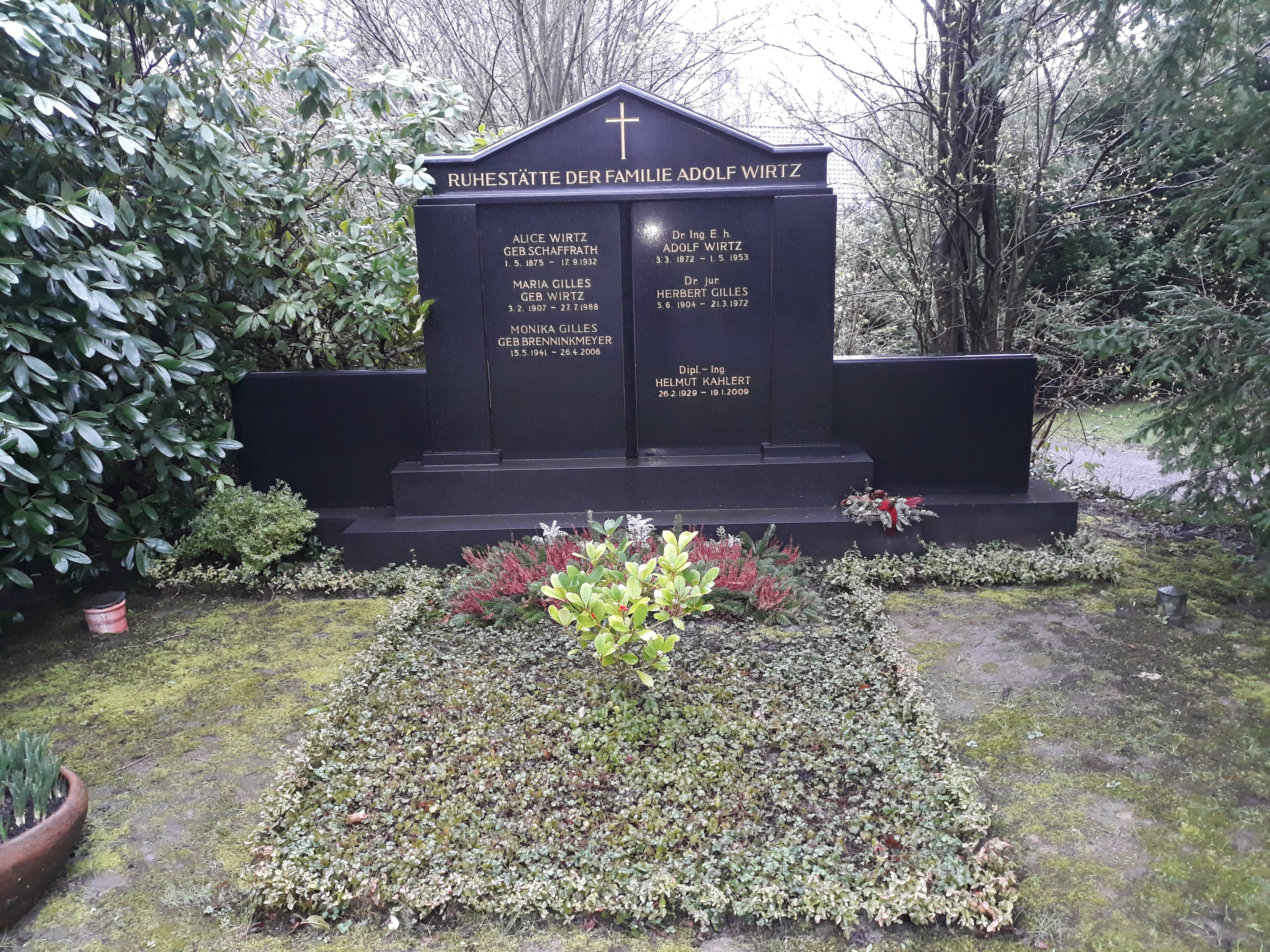
Das Grab von Adolf Wirtz im Familiengrab auf dem Hauptfriedhof Mülheim an der Ruhr.

Adolf Wirtz (* 3. März 1872 in Neuwied; † 1. Mai 1953 in Bad Pyrmont) war ein deutscher Ingenieur und Industrie-Manager, der ab 1907 Leiter der Friedrich Wilhelms-Hütte in Mülheim an der Ruhr war.
Er wirkte im angehenden 20. Jahrhundert entscheidend an der effizienten Energienutzung in der Stahlerzeugung mit. Im Umfeld einer fortschreitenden industriellen Entwicklung war der studierte Ingenieur mit innovativen Ideen nicht nur Impulsgeber im technischen Bereich, sondern auch in der ebenso effizienten wie menschenwürdigen Arbeitsorganisation. Seine Karriere als Hüttendirektor war von fachlichen und betriebswirtschaftlichen Erfolgen gekennzeichnet.

## Leben

### Herkunft und Ausbildung
Adolf Wirtz wurde als Sohn des Kaufmanns Heinrich Wirtz geboren. Er studierte Eisenhüttenwesen an der Bergakademie Clausthal. Erste berufliche Erfahrungen sammelte er bei der Düsseldorfer Röhren- und Eisenwalzwerke AG (vormals Poensgen), der Gelsenkirchener Gußstahl- und Eisenwerke AG vormals Munscheid & Co. sowie bei der Haniel & Lueg GmbH in Düsseldorf. Sein weiterer Weg führte ihn 1902 nach Mannheim, wo er für fünf Jahre die technische Leitung der dortigen Stahlwerke Mannheim AG übernahm.

## Wirken
1907 kam Wirtz zur Friedrich Wilhelms-Hütte (FWH) in Mülheim an der Ruhr und wurde von Hugo Stinnes mit deren Leitung beauftragt. Das traditionsreiche Unternehmen des Ruhrgebiets gehörte seit 1905 zur Deutsch-Luxemburgische Bergwerks- und Hütten-AG (Deutsch-Lux). Trotz ungünstiger Voraussetzungen entwickelte Wirtz als Hüttendirektor die FWH zu einem florierenden Betrieb. 1926 wurde er zum Vorstandsmitglied der Vereinigte Stahlwerke AG (VSt) bestellt. Nach der Gründung der Deutsche Eisenwerke AG als eigener Betriebsgesellschaft der VSt im Jahr 1933 wurde er deren Vorstandsvorsitzender. Adolf Wirtz starb im Alter von 81 Jahren und war bis 1995 Ehrenbürger der Stadt Mülheim an der Ruhr.

### Wärmewirtschaft der FWH
Unter relativ ungünstigen Bedingungen bekam Adolf Wirtz 1907 die Verantwortung für die FWH übertragen. Aber dank eines zur Verfügung stehenden Investitionskapitals und seiner Innovationskraft gelang der beständige Aufstieg. Hugo Stinnes kommentierte als Konzernchef die Arbeit seines Hüttendirektors im Jahre 1924 mit den Worten: „Sie aber haben aus einem Trümmerhaufen, bestenfalls aus einem Schrotthaufen ein blühendes Werk gemacht“. Vor allem zwei Faktoren hatten dem Misch-Unternehmen, das von der Roheisen-Herstellung bis zum Maschinenbau ausgelegt war, zu schaffen gemacht: Erstens war die FWH mangels eigener Steinkohlenbasis von Kohle-Lieferungen und deren gestiegenen Preisen bzw. minderer Qualität stark betroffen – ein Kostenfaktor und Wettbewerbsnachteil aufgrund daraus folgender höherer Roheisen-Preise. Zweitens hatte die FWH in Mülheim einen Standortnachteil gegenüber den am Rhein gelegenen Werken, weil die Ruhr zu dieser Zeit nicht entsprechend schiffbar war. Adolf Wirtz wirkte auch entscheidend an der Verbesserung der „frachtlichen Situation“, sprich der Ruhrkanalisierung mit. Diese wurde nach einem Beschluss durch die Mülheimer Stadtverordnetenversammlung von 1910 allerdings erst nach dem Ersten Weltkrieg in den 1920er Jahren ausgeführt.
Für einen Meilenstein in der Entwicklung der Stahlindustrie sorgte der Eisenhüttenmann Wirtz mit dem Ausbau der Wärme- und Kraftwirtschaft der FWH. Er beschritt dazu völlig neue Wege. Die effiziente Nutzung der entstehenden Gase bei der Roheisenherstellung stand dabei im Mittelpunkt. Die Hochofen- und Koksgase wurden auf Veranlassung von Wirtz bereits 1908 in einer Gaszentrale der FWH entscheidend genutzt. „Ihm gebührt das Verdienst, auf diesem Wege bahnbrechend vorgegangen zu sein, und er ist der erste Hüttenmann, der durch Ausnutzung der überschüssigen Hochofengasmengen das hochwertigere und das begehrtere Koksofen- wie Leuchtgas frei machen will.“ Die erfolgreiche Zusammenarbeit mit Heinrich Koppers, der das Patent auf den Verbundofen nach dem Doppel-Regenerativ-System besaß, krönte die Inbetriebnahme des ersten Siemens-Martin-Werks der Welt, das allein mit Überschussgasen der Kokerei und mit Gichtgasen der Hochöfen betrieben wurde. Dadurch zeigte sich in den Folgejahren eine wesentliche Kostenreduzierung für die FWH. Die durch die effiziente Beheizung erhöhte Ofentemperatur sorgte auch für eine qualitative Verbesserung des Stahls. Die Erfindung von Koppers und deren Umsetzung durch den FWH-Hüttendirektor Wirtz schufen Standards, die auch lange danach Maßstäbe für die Wirtschaftlichkeit eines Hüttenwerkes setzten. „Heute sind wir soweit, daß ein Hüttenwerk bei normalem Betrieb außer der in der Kokskohle steckenden Energie keine weiteren Kohlen mehr benötigt. Es ist im Gegenteil sogar denkbar, daß ein Werk mit besonders gut ausgebildeter Energiewirtschaft in der Lage ist, Energie in irgendeiner Form nach auswärts abzugeben“. Wirtz trug mit der Verwendung der Verbundöfen damit außerdem maßgeblich zu einer späteren Ferngasversorgung für die Stadt Mülheim bei.
Ebenfalls erstmals wurde 1908 bei der FWH zwischen Hochofen und Gießereien ein mit Hochofengas geheizter Mischer aufgestellt. Und mit der späteren Übernahme des Mülheimer Portlandzementwerks W. Seifer & Co. bot sich die Chance, die Schlacken der Hochofenbetriebe zu verwerten.

### Koordinierung der Gießereibetriebe
Ein weiterer Wirkungsbereich von Adolf Wirtz war die Koordinierung der Gießereibetriebe im Ruhrgebiet. Mit der Bildung der Vereinigte Stahlwerke AG im Jahr 1926, an deren Gründung er beteiligt war, erhielt er als Vorstandsmitglied die Leitung weiterer Betriebe neben der FWH übertragen. So leitete er ab diesem Zeitpunkt auch den Schalker Verein in Gelsenkirchen und die Concordia-Hütte in Bendorf. Wegen der Ruhrbesetzung durch französisches und belgisches Militär als Folge des Ersten Weltkriegs existierten bereits seit 1924 in den Werken erhebliche Produktionsschwierigkeiten. Wirtz erkannte in der vertikalen Zusammenfassung der Gießereibetriebe einen entscheidenden Vorteil für die Effizienz in der Wertschöpfungskette. 1932 wurden die Gießereien innerhalb der VSt in einer besonderen Gruppe zusammengefasst, deren Leitung er übernahm. 1934 kamen mit der neugegründeten Deutsche Eisenwerke AG, deren Vorstandsvorsitzender Wirtz bis zu seinem Ruhestand 1942 war, zusätzlich die Gießerei der Hüttenwerke in Duisburg-Meiderich, das Werk Hilden, das Eisenwerk Wanheim GmbH, die Concordiahütte GmbH sowie die Vereinigte Economiserwerke GmbH hinzu.

### Gesellschaft und Forschung
Nach den Wahlen zur Stadtverordnetenversammlung vom 2. März 1919 gehörte Adolf Wirtz als Mitglied der Zentrumspartei diesem kommunalen Gremium der Stadt Mülheim an. Daneben war er im Handels- und Industriebeirat der Rheinischen Zentrumspartei tätig. Nach dem im Jahr 1933 nahegelegten Beitritt zur NSDAP erfolgte im Jahr darauf auf Vorschlag der Gauleitung die Berufung als Ratsherr der Stadt Mülheim. Dort nahm er zudem die Funktionen als Beirat für Finanz- und Haushaltswesen sowie als Beirat für die Angelegenheiten des Hafens und der Schifffahrtswege wahr. Am 3. März 1942 wurde ihm die Ehrenbürgerwürde der Stadt Mülheim verliehen. Zum gleichen Zeitpunkt erfolgte die von der Arbeiterschaft unterstützte Gründung der Dr.-Adolf-Wirtz-Stiftung. Nach dem Krieg widmete er sich wieder seiner konservativ-katholisch geprägten politischen Herkunft und gehörte bis zu seinem Tod der CDU in Bad Pyrmont an. Am 23. März 1995 beschloss der Rat der Stadt, ihm die Ehrenbürgerwürde abzuerkennen, weil sie unrechtmäßig verliehen wurde.

## Auszeichnungen
In Anerkennung seiner Verdienste um die Verwendung von Hochofen- und Koksofengas im Gießerei- und Martinofenbetrieb verlieh die Bergakademie Clausthal Adolf Wirtz 1922 die Ehrendoktorwürde (als Dr.-Ing. E.h.). Im Jahr 1932 ernannte ihn die Technische Hochschule Aachen zum Ehrenbürger wegen seines Wirkens für die Entwicklung des Aachener Gießerei-Instituts. Die Wirtschaftsvereinigung Gießerei-Industrie sowie der Verein Deutscher Portland- und Hüttenzementwerke ehrten ihn 1952 für sein jeweiliges Engagement.
Mit seinem Namen verbunden ist auch die Verleihung zahlreicher Patente wie beispielsweise 1934 für das Verfahren zur Erzeugung hochwertigen Graugusses.